# 金龍集團控股
金龍集團控股有限公司，在1992年創立沈陽金龍醫藥有限公司，主要生產及銷售保健品，在2000年於香港交易所主板上市，而在2007年6月收購Best Partners Worldwide Limited (現稱 “SBT Investment (Holdings) Limited”) 股權，進軍煙草行業，現時由叁龍國際取代上市。

## 網站
- 沈陽金龍醫藥有限公司 （页面存档备份，存于）

[[Category:]]